# Ernest Martin (Theologe)
Ernest Charles Martin (* 25. März 1849 in Genf; † 1. Februar 1910 ebenda) war ein Schweizer evangelischer Geistlicher und Hochschullehrer.

## Leben

### Familie
Ernest Martin war der Sohn des Rechtsanwalts und Professors der Rechtswissenschaften Alexandre Martin (* 7. Juni 1822 in Genf; † 7. November 1887 ebenda) und dessen Ehefrau Sophie (* 24. Dezember 1824 in Genf; † 29. Dezember 1901 in Cologny), Tochter des Politikers Louis Achard (1793–1864); sein Bruder war der Jurist Alfred Martin (* 16. März 1847 in Genf; † 30. Mai 1927 in Cologny).
Sein Grossneffe war der evangelischer Geistliche und Hochschullehrer Robert Martin-Achard.
Er heiratete 1876 Augusta Rilliet, Tochter des Mediziners Frédéric Rilliet, zu ihren Kindern gehörten:
- Camille Martin (18. August 1877 in Genf; † 17. Oktober 1928 ebenda)[5], Architekt; verheiratet mit Albertine, Tochter des Arztes Constant Picot;
- Victor Martin (* 11. November 1886 in Genf; † 18. August 1964 ebenda)[6], Professor für griechische Sprache, Literatur und Geschichte an der Universität Genf und von 1938 bis 1940 Rektor der Universität; verheiratet mit Cécile Bouthillier, Tochter des Ingenieurs Ernest de Beaumont (1855–1909)[7];
- Amélie Isabelle Martin (* 2. Februar 1892 in Genf; † 1933 ebenda), verheiratet mit dem Historiker Philippe de Vargas (* 8. September 1888 in Madrid; † 13. Februar 1956 in Lausanne)[8].

### Werdegang
1868 begann Ernest Martin ein Theologiestudium an der Académie de Genève, dass er in der Zeit von 1870 bis 1872 für einen Aufenthalt an der Universität Berlin unterbrach und von 1872 bis 1873 an der Akademie in Genf fortsetzte; 1873 erfolgte auch seine Ordination.
Von 1874 bis 1875 hielt er sich zum Studium in Leipzig und war darauf von 1875 bis 1876 Vikar in Frankfurt am Main.
1878 wurde er Privatdozent an der Universität Genf und übernahm Ende 1890 die Vorlesungen des erkrankten Hugues Oltramare (* 27. Dezember 1813 in Genf; † 23. Februar 1891 ebenda).
1883 promovierte er mit seiner Dissertation L'introduction l'étude de la théologie protestante zum Dr. theol. und wurde 1884 Hilfspfarrer der Union nationale évangélique in Genf, bevor er von 1887 bis 1891 Pfarrer im Temple des Pâquis in Genf war.
Er wurde am 24. März 1891 als Nachfolger des verstorbenen Hugues Oltramare zum ordentlichen Professor für Exegese des Neuen Testaments an der Universität Genf ernannt und blieb in diesem Lehramt bis zu seinem Tod; in dieser Zeit war er von 1900 bis 1902 Rektor der Universität. Sein Nachfolger wurde Jules Breitenstein.
Zu seinen Studenten gehörte unter anderem Auguste Lemaître.

### Geistliches und berufliches Wirken
Ernest Martin war Vizepräsident des Weltbunds des Christlichen Vereins Junger Männer und Verfasser zahlreicher Schriften, so veröffentlichte er unter anderem 1875 La science du Christianisme et l'Institution de Calvin sowie weitere Schriften, die auch postum publiziert wurden.

## Schriften (Auswahl)
- La science du Christianisme et l'Institution de Calvin. Genf 1875.
- L'introduction l'étude de la théologie protestante. 1883.
- La valeur du Nouveau Testament. 1895.
- Expérience chrétienne. 1911.
- Notre vie. 1915.